# Tukwetlbabsh
Tukwetlbabsh, jedna od četiri skupine Snohomish Indijanaca (jezična porodica Salishan), koji su živjeli na rijeci Snohomish od Snohomisha do Monroea, uključujući sela u Snohomishu na ušću Pilchuck Creeka i ispod Monroea 2 milje od ušća Skykomisha u Snoqualmie.